# Laura Majid
Laura Majid, född 15 augusti 1996 i Bagdad, Irak är en svensk-irakisk skådespelare.

## Biografi
Majid har bland annat medverkat i TV-serierna Fallen och Taelgia från 2023. Hon har även medverkat i filmen Five från 2021.
Sedan april 2025 så medverkar hon även i Icas reklamfilmer i rollen som butiksmedarbetaren Sara.

## Filmografi (i urval)
- 2021 – Five
- 2023 – Fallen (TV-serie)
- 2023 – Taelgia (TV-serie)
- 2025 - Surviving Silence (Långfilm)